# Hyperophora abrupta
Hyperophora abrupta är en insektsart som beskrevs av Rehn, J.A.G. 1917. Hyperophora abrupta ingår i släktet Hyperophora och familjen vårtbitare. Inga underarter finns listade i Catalogue of Life.